# Communauté de communes Guide du pays de Trélon
La communauté de communes Guide du pays de Trélon  est une ancienne communauté de communes française, située dans le département du Nord et la région Nord-Pas-de-Calais, arrondissement d'Avesnes-sur-Helpe.

## Composition
| Code INSEE | Commune           | Maire                 | Population | Superficie | Densité      | Délégués |
| ---------- | ----------------- | --------------------- | ---------- | ---------- | ------------ | -------- |
| 59045      | Baives            | Claude Gary           | 141 hab.   | 798 ha     | 17 hab./km²  | nc       |
| 59198      | Eppe-Sauvage      | Viviane Desmarchelier | 218 hab.   | 1 667 ha   | 13 hab./km²  | nc       |
| 59261      | Glageon           | Bernard Chauderlot    | 1 877 hab. | 1 177 ha   | 159 hab./km² | nc       |
| 59420      | Moustier-en-Fagne | Henry Houard          | 72 hab.    | 713 ha     | 10 hab./km²  | nc       |
| 59445      | Ohain             | Alain Rattez          | 1 184 hab. | 1 188 ha   | 99 hab./km²  | nc       |
| 59601      | Trélon            | François Louvegnies   | 2 828 hab. | 3 915 ha   | 72 hab./km²  | nc       |
| 59633      | Wallers-en-Fagne  | Bernard Navarre       | 215 hab.   | 779 ha     | 27 hab./km²  | nc       |
| 59661      | Willies           | Laurent Meresse       | 139 hab.   | 414 ha     | 33 hab./km²  | nc       |
| Totaux     | 8 communes        | 8 communes            | 6 674 hab. | 10 651 ha  | 52 hab./km²  | 25       |

## Historique
Le 1er janvier 2014, l'intercommunalité a disparu en fusionnant avec la communauté de communes Action Fourmies et environs pour donner naissance à la communauté de communes du Sud Avesnois.

## Démographie

### Pyramide des âges
Comparaison des pyramides des âges de la Communauté de communes Guide du pays de Trélon et du département du Nord en 2006
| Hommes | Classe d’âge   | Femmes |
| ------ | -------------- | ------ |
| 0,2    | 90 ans et plus | 0,8    |
| 4,4    | 75 à 89 ans    | 9,2    |
| 11,9   | 60 à 74 ans    | 13,6   |
| 21,4   | 45 à 59 ans    | 18,5   |
| 21,4   | 30 à 44 ans    | 19,9   |
| 17,9   | 15 à 29 ans    | 17,7   |
| 22,8   | 0 à 14 ans     | 20,4   |

| Hommes | Classe d’âge   | Femmes |
| ------ | -------------- | ------ |
| 0,2    | 90 ans et plus | 0,8    |
| 4,3    | 75 à 89 ans    | 7,9    |
| 10,3   | 60 à 74 ans    | 11,9   |
| 19,7   | 45 à 59 ans    | 19,4   |
| 21,1   | 30 à 44 ans    | 20,1   |
| 22,6   | 15 à 29 ans    | 21     |
| 21,6   | 0 à 14 ans     | 19     |

## Présidents
| Période | Période  | Identité            | Étiquette | Qualité         |
| ------- | -------- | ------------------- | --------- | --------------- |
|         | en cours | François LOUVEGNIES | UMP       | maire de Trélon |
|         |          |                     |           |                 |